# Occapes distinctor
Occapes distinctor är en stekelart som beskrevs av Aubert 1998. Occapes distinctor ingår i släktet Occapes och familjen brokparasitsteklar. Inga underarter finns listade i Catalogue of Life.